# Elaphria hypophaea
Elaphria hypophaea là một loài bướm đêm trong họ Noctuidae.